# Fabrizio Barbazza
Fabrizio Barbazza (Monza, 1963. április 2.) olasz autóversenyző, az 1986-os American Racing Series bajnoka.

## Pályafutása

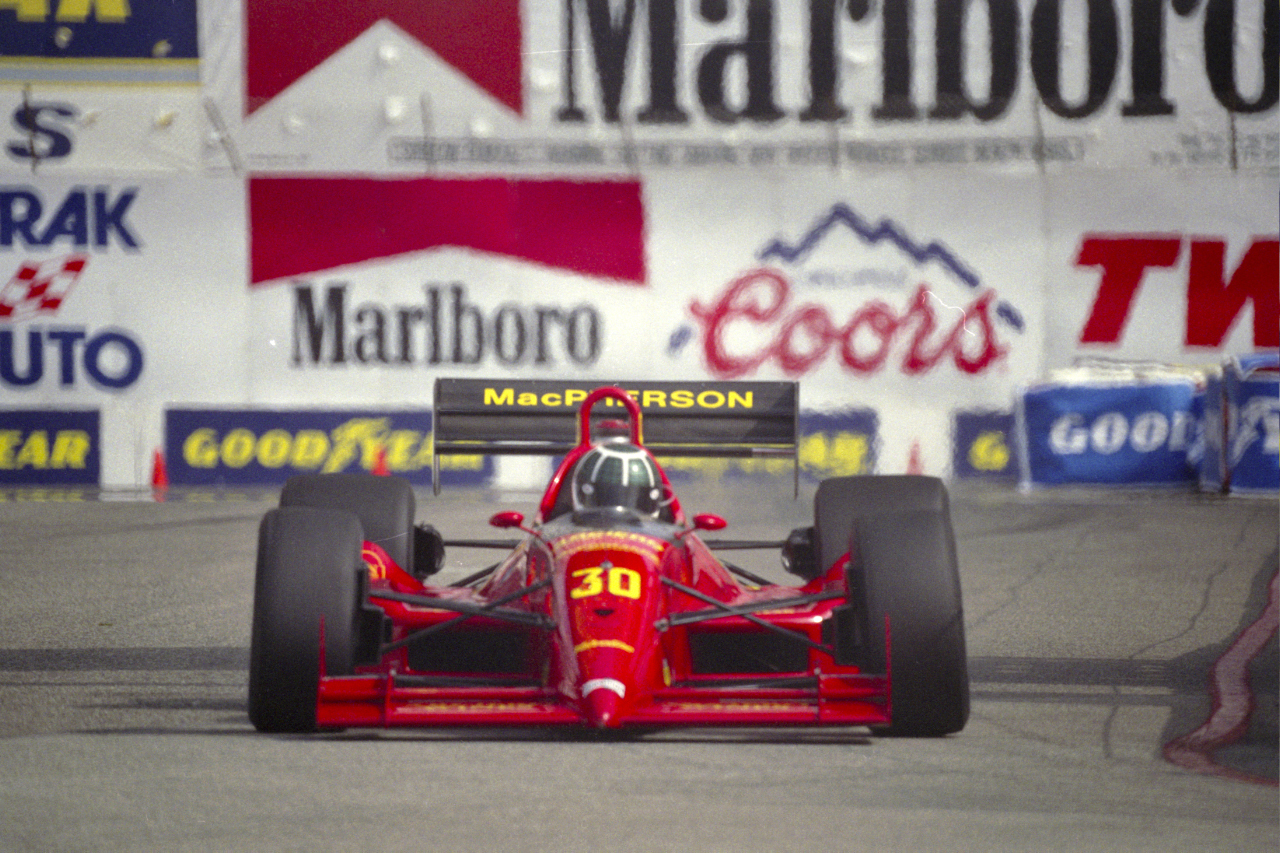
1992-ben a Long Beach Grand Prix-n

1983 és 1985 között az olasz Formula–3-as bajnokságban versenyzett. 1985-ben harmadikként zárta a pontversenyt Franco Forini és Alex Caffi mögött, valamint ebben az évben másodikként ért célba a Formula–3-as monacói nagydíjon. 1986-ban az Észak-amerikai American Racing Series című sorozat versenyein indult. A tíz futamból ötöt megnyert, és végül nagy előnnyel szerezte meg a bajnoki címet. Az ezt követő éveket az IndyCar-szériában, valamint Formula–3000-es futamokon töltötte. 1987-ben mind az IndyCar-szériában, mind az indianapolisi 500 mérföldes viadalon ő lett a mezőny legjobb újonca.
1991-ben a Formula–1-es világbajnokság tizenkét versenyére nevezett az AGS-istállóval. A szezon során egyszer sem jutott túl a kvalifikáción, így egy futamon sem állhatott rajthoz. Két évvel később, az 1993-as idényben kapott újabb lehetőséget a világbajnokságon. Barbazza a Minardi csapatával nyolc futamon állt rajthoz, melyeken két alkalommal is hatodikként ért célba, ezzel két világbajnoki pontot szerzett.
1995-ben a Road Atlanta versenypályán rendezett túraautó-versenyen súlyos balesetet szenvedett. Súlyos fej-, és mellkasi sérülések érték, miután összeütközött Jeremy Dale-el; kómába került és mesterséges lélegeztetésre szorult. Felépülését követően már nem tért vissza, felhagyott profi autóversenyzői karrierjével.

## Eredményei
Teljes Formula–1-es eredménysorozata
(Táblázat értelmezése)

(Félkövér: pole-pozícióból indult; dőlt: leggyorsabb kört futott) 

| Év   | Csapat                               | Modell       | Motor       | 1      | 2      | 3      | 4      | 5      | 6      | 7      | 8      | 9      | 10     | 11     | 12     | 13     | 14     | 15  | 16  | Helyezés | Pont |
| ---- | ------------------------------------ | ------------ | ----------- | ------ | ------ | ------ | ------ | ------ | ------ | ------ | ------ | ------ | ------ | ------ | ------ | ------ | ------ | --- | --- | -------- | ---- |
| 1991 | Automobiles Gonfaronnaises Sportives | AGS JH25     | Cosworth V8 | USA    | BRA    | SMR Nk | MON Nk | CAN Nk | MEX Nk |        |        |        |        |        |        |        |        |     |     | -        | 0    |
| 1991 | Automobiles Gonfaronnaises Sportives | AGS JH25B    | Cosworth V8 |        |        |        |        |        |        | FRA Nk | GBR Nk | GER Nk | HUN Nk | BEL Nk | ITA Nk |        |        |     |     | -        | 0    |
| 1991 | Automobiles Gonfaronnaises Sportives | AGS JH27     | Cosworth V8 |        |        |        |        |        |        |        |        |        |        |        |        | POR Nk | ESP Nk | JPN | AUS | -        | 0    |
| 1993 | Minardi Team                         | Minardi M193 | Ford V8     | RSA Ki | BRA Ki | EUR 6  | SMR 6  | ESP Ki | MON 11 | CAN Ki | FRA Ki | GBR    | GER    | HUN    | BEL    | ITA    | POR    | JPN | AUS | 19.      | 2    |

Indy 500-as eredményei
| Év   | Modell | Motor    | Rajthely           | Eredmény           |
| ---- | ------ | -------- | ------------------ | ------------------ |
| 1987 | March  | Cosworth | 17.                | 3.                 |
| 1992 | Lola   | Buick    | Baleset az edzésen | Baleset az edzésen |

## Külső hivatkozások
- Profilja a grandprix.com honlapon (angolul)
- Profilja a statsf1.com honlapon (angolul)
- Profilja a driverdatabase.com honlapon (angolul)